# George Loddiges

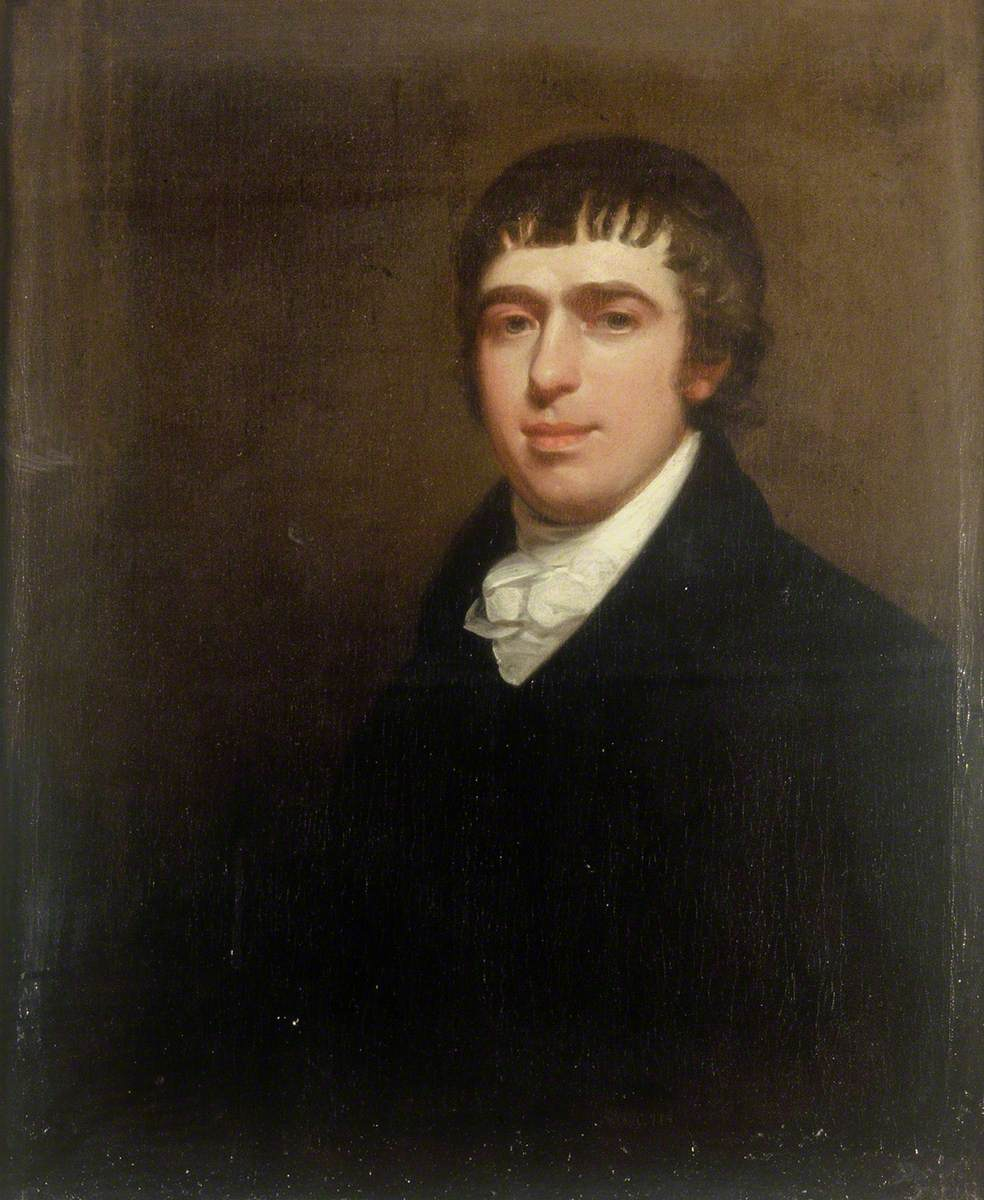
George Loddiges

George Loddiges (Hackney, 12 maart 1786 - aldaar, 5 juni 1846) was een Britse ornitholoog, botanicus en illustrator.

## Familiegeschiedenis
Zijn vader Joachim Conrad Loddiges (1738-1826) begon een handelstuin en een botanische tuin in Hackney. Uit het huwelijk met Sarah Aldous (1740-1815) ontsproten de kinderen William, George en Mary. George trouwde met Jane Creighton, waarmee hij de kinderen Jane, Helena en Conrad had.

## Carrière
Met zijn broer leidde hij de zaak van zijn vader en verrijkte het door zijn vader opgerichte instituut met botanische zeldzaamheden, die hij te allen tijde toegankelijk maakte voor de wetenschap. Van de 2000 geïllustreerde planten in het monumentale werk The botanical cabinet: consisting of coloured delineations of plants, from all countries, with a short account of each, directions for management leverde hij zelf circa 1700 tafels. Naast de botanica was hij ook een uitstekende ornitholoog en bedreven microscopisch observeerder. Toen William Bullock van april tot juni 1819 tijdens een veiling zijn vogelverzameling aanbood, was het Loddiges, die in zijn notitieboeken de geschiedenis van een van de mooiste kolibrie-verzamelingen van deze tijd vervolgde. Hij zelf kreeg met zijn orchideeënleveranties uit Zuid-Amerika altijd weer kolibriehuiden bijgeleverd. In zijn notitieboeken beschreef hij alle 100 kolibrie-tentoonstellingsstukken van Bullocks levering nr. 92. Deze levering verdeelde zich over meerdere kopers ondanks Bullocks wens om deze volledig te verkopen.
Tijdens een bezoek aan het Muséum national d'histoire naturelle in Parijs, aanschouwde hij alle 143 soorten kolibries die in het museum aanwezig waren. In zijn artikel Specimens were exhibited of several Humming Birds from Popayan, forming part of the collection of Mr. John Gould; and the following characters beschreef hij in 1832 de bruinstaarthoornkolibrie (Boissonneaua flavescens), de groenstaartkomeetkolibrie (Lesbia nuna gouldii), de smaragdglansstaartkolibrie (Metallura tyrianthina) en de wipsnavelkolibrie (Opisthoprora euryptera) voor de eerste keer nieuw voor de wetenschap. Loddiges plande een nieuw werk over kolibries, zodra zijn verzameling meer compleet zou zijn. Omdat hij met zijn circa 200 exemplaren nooit echt tevreden was, werd zulk een werk echter nooit gepubliceerd. Zijn eigen kolibrieverzameling bevindt zich tegenwoordig in de archieven van het Natural History Museum in Londen. Veel van zijn handgeschreven aantekeningen en brieven bevinden zich in de Walter Rothschild-bibliotheek in Tring.
Over de jaren publiceerde hij met zijn broer een orchideeëncatalogus, waarin ze veel geslachten en orchideesoorten beschreven, die ze naar de voorwaarden van John Lindleys (1799-1865) werk The genera and species of orchidaceous plants categoriseerden.

## Naamgevingen
In 1847 beschreef Jules Bourcier de Trochilus mirabilis. Het type-exemplaar was afkomstig uit het natuurgalerij van de overledene en werd hem samen met de manuscripten van zijn vader door Conrad Loddiges II (1821-1865) ter beschikking gesteld. Toen Charles Lucien Jules Laurent Bonaparte in 1850 in zijn monumentale werk Conspectus generum avium de vogelwereld opnieuw indeelde, besteedde hij deze aan het nieuwe geslacht Loddigesia. Verder draagt een ondersoort van de groenkroonkoketkolibrie (Stephanoxis lalandi loddigesii) (Gould, 1831) zijn naam. Loddiges vermeldde in hetzelfde artikel, dat een nieuw geslacht voor deze soort nodig was. Hij stelde de naam Caphallepis voor, die echter al in 1810 door Constantine Samuel Rafinesque (1783-1840) voor een vis werd gebruikt.
De plantengeslachtsnaam Loddigesia, die John Sims in 1808 voor Loddigesia oxalidifolia invoerde, telt tegenwoordig als synoniem voor Hypocalyptus. Waarschijnlijk werd het geslacht benoemd naar zijn vader Joachim Conrad Loddiges. John Lindley benoemde in 1821 een ochideeënsoort Cattleya loddigesi (synoniem Epidendrum violaccum) naar Loddiges, in 1832 de orchideeënsoorten Cirrhaea loddigesi (synoniem Spigelia marilandica) en Cycnoches loddigesii, In 1833 de orchideeënsoort Acropera loddigesii (synoniem Maxillaria galeata), in 1836 de orchideeënsoort Physosiphon loddigesii (synoniem Stelis tubata) en Octomeria loddigesii (synoniem Octomeria graminifolia). Heinrich Gustav Reichenbach eerde hem in 1856 in Lepanthes loddigesiana en Robert Allen Rolfe in 1887 in Dendrobium loddigesii. Willem Hendrik de Vriese noemde in 1853 een tot de bedektzadigen behorende soort Gymnotheca loddigesiana. Friedrich Anton Wilhelm Miquel noemde in 1843 in een artikel over palmvarens van Loddiges een soort Zamia loddigesii.

## Lidmaatschappen
Hij was een van de eerste leden van de in 1839 opgerichte Microscopical Society of London en bezat een van de beste microscopen, die door Charles Tulley (1761-1830) en William Tulley (1789-1835) werden vervaardigd. Bovendien was hij jarenlang lid van de Horticultural Society of London. Hier was hij lid van de raad en het gremium van tuinders. Enkele jaren was hij vicepresident van het genootschap. In 1821 werd hij tot fellow gekozen van de Linnean Society of London. In 1840 werd hij lid van de in 1838 nieuw opgerichte Société Cuviérienne.

## Overlijden
George Loddiges overleed in juni 1846 op 60-jarige leeftijd.
- Author citation (botany): G.Lodd.
- Stuttgart Database of Scientific Illustrators 1450–1950: 12694
- Gemeinsame Normdatei: 117076422
- International Standard Name Identifier: 0000 0000 4110 5600
- Library of Congress Control Number: no2001041465
- Nationale bibliotheek van Australië: 49788009
- Système universitaire de documentation: 250372037
- Trove: 1496830
- Virtual International Authority File: 42605822
- WorldCat: E39PBJfrJTPWbgX8tYMWfkjHmd